# 鄭翎軒
鄭翎軒（Linus Cheng，1983年11月24日—），筆名阿翔。香港旅遊作家、單車旅行者，現居大埔。

## 簡歷
鄭翎軒畢業於香港中文大學藝術系，2007年至2008年間曾到澳洲工作假期，2009年至2010年到日本進修日語，並於2011年東日本大震災赴災區數月擔任義工。2015年獲選成為著名旅遊指南Lonely Planet中文版作者之一。2016 - 2017年間完成由香港到南非好望角單車之旅。

## 專訪
- 2017年11月3日：《BBC中文網》[6]
- 2018年1月31日：《今日VIP》[7]
- 2018年3月10日：《Y Angle》[8]
- 2018年4月30日：《自在8點半》
- 2018年7月10日：《晚吹：Trip精》

## 主持
- 《有誰共鳴》，商業電台，2018年1月5日。[9]
- 《運動無限Slasher人生》，香港電台，2022年1月至3月。[10]

## 著作
- 《Lonely Planet北海道IN GUIDE》。中國地圖出版社，2016。[11]
- 《滾動到世界盡頭》。天窗出版社，2018。[12]
- 《Lonely Planet台灣IN GUIDE》。中國地圖出版社，2018。
- 《我們都是在旅途上長大的》。洄水文化，2020。[13]

## 廣告代言
- 2018年：星晨旅遊SOL旅遊大使。[14]

## 慈善活動
- 《Bike to Change》單車籌款計劃，Watoto，2017。[15]
- 《單車傳愛心2018》活動大使，香港中華基督教青年會，2018。[16]

## 綜藝節目
- 《一帶一路一狀元》

## 外部連結
- 鄭翎軒的Facebook專頁
- 鄭翎軒的Instagram帳戶
- Youtube （页面存档备份，存于）頻道
- 鄭翎軒個人網站 （页面存档备份，存于）